# Banbridge
Banbridge (irl. Droichead na Banna) – miasto w Wielkiej Brytanii, w Irlandii Północnej, w hrabstwie Down, położone nad rzeką Bann. Według danych ze spisu ludności w 2011 roku liczyło 16 637 mieszkańców – 8118 mężczyzn i 8519 kobiet.
W mieście działa Craigavon Eagles Basketball Club, Cross Cultural Polish Academy, Polska Szkoła Uzupełniająca.